# Johann Fladenstein
Johann Fladenstein (* 18. Januar 1558 in Kulmbach; † 13. April 1618 ebenda) war ein deutscher Jurist.

## Leben
Johann Fladenstein war der Sohn des Hofgerichtsschreibers des Fürstentums ob dem Gebirg, dem späteren Markgraftum Brandenburg-Kulmbach, Hartung Fladenstein; dieser wurde 1560 Bürgermeister von Kulmbach.
Er besuchte die Schule in Kulmbach und studierte später an der Universität Wittenberg Philosophie, dort erhielt er 1581, unter dem Dekanat von Bartholomäus Tilemann, seinen Magister. Am 20. Oktober 1590 habilitierte er an der Universität Tübingen zum Dr. jur. beider Rechte und wurde kurz darauf Advokat in Kulmbach.
Georg Friedrich I. von Brandenburg-Ansbach-Kulmbach ernannte ihn zum Hofrat und er blieb auch in diesem Amt bei dessen Nachfolger Christian von Brandenburg-Bayreuth.
1592 wurde er Richter am Hofgericht Kulmbach und einige Zeit darauf erfolgte seine Ernennung zum Geheimrat.
Er verfügte am 26. April 1617 testamentarisch, das mehrere Stipendien als Fladenstein-Stadtmann'sche Familien-Stipendien-Stiftung mit 2.000 Gulden gefördert werden sollten.
Johann Fladenstein heiratete am 16. September 1594 die Witwe des Hofrates Sebastian Kayser (1549–1592), Katharina († 22. Juni 1612), Tochter von Nikolaus Stadtmann (1531–1607), Geheimrat, Kanzler und Konsistorialpräsident in Kulmbach und dessen Ehefrau Euphrosina, geb. von Mohrstein. Gemeinsam hatten sie zwar zwei Kinder, diese verstarben jedoch noch während der Lebenszeit von Johann Fladenstein, so dass dieser keine natürlichen Erben hinterließ, allerdings stammten zwei Kinder aus der vormaligen Ehe seiner Frau.

## Schriften (Auswahl)
- Matthaeus Entzlin; Johann Fladenstein: De iurisdictione ciuili conclusiones. Tvbingae: G. Gruppenbach, 1587.